# Перлесваус
«Перлесва́ус» (фр. Perlesvaus) — анонимный французский рыцарский роман, один из первых прозаических романов.
Его сюжет — приключения рыцарей, прежде всего Персеваля и Гавейна, в поисках Грааля. Автор книги начинает её с того места, где оборвал свой роман Кретьен де Труа. По ходу этих авантюр из рассказа о поисках загадочного Грааля книга превращается в повествование о пропаганде — достаточно жестоким способом — христианства в Британии. Серьёзные изменения происходят в характере протагониста. Ни о какой любовной интриге Персеваля теперь не может быть и речи, возлюбленная его Бланшефлор даже не названа. В облике героя подчеркивается прежде всего целомудрие и чистота, а уж потом смелость и благородство. Высказывалось предположение, что произведение это родилось в монастырских стенах, если не в самом знаменитом монастыре Клюни, то в какой-то другой обители, попавшей под влияние клюнийской проповеди. Трудно сказать, насколько это действительно так, но рыцарско-миссионерская деятельность таких орденов, как орден Тамплиеров или Тевтонский, находит в этом романе красноречивые параллели.
«Перлесваус», таким образом, ощутимо наполнился как мотивами покаяния и благочестия, так и проповедническим духом, и стал книгой о торжестве христианской церкви. Персевалю удается здесь отыскать замок Грааля, открыть тайну этой святой реликвии, после чего Король-Рыбак может спокойно почить, передав святыню в надёжные руки. Но это не финал романа. Далее в книге ещё долго рассказывается о замечательных подвигах Персеваля и его товарищей, но уже не в поисках Грааля, а в насаждении повсюду в Британии христианской веры. Повествование об этом переплетается с описанием жестоких поединков и многочисленных турниров, в ходе которых все рыцари Круглого Стола оказываются то победителями, то побежденными.
В этом романе постепенно выдвигается на первый план Ланселот. Здесь ещё нет рассказа о его рождении и особенно о его чудесном воспитании Девой Озера, но уже есть намек на его любовную связь (и тем самым его измену королеве Гвиневре), от которой должен родиться Галахад, подлинный рыцарь Грааля.